# サルマ (料理)
サルマ(Sarma)は、ブドウの葉、キャベツ、フダンソウの葉で、ブルグルやコメ等の穀物や挽肉等の具を巻いた料理。
中東から東南ヨーロッパにかけて、かつてオスマン帝国の領土だった地域の料理で見られる。
"sarmak"はトルコ語で「包む」という意味である。

## 特徴
米やナッツ類、挽肉などを塩漬けにしたブドウの葉やキャベツの葉で巻いた家庭料理である。
サルマに似た料理にドルマがあり、前者は巻き物、後者は詰め物の意味であるが、厳密に区別されているわけではない。具に肉を入れないものは、トルコ語で「嘘つきのドルマ」という意味のyalancı dolmaと呼ばれることがある。Vişneli yalancı dolmasıは、シナモン、オールスパイス、ミントで味付けしたコメを具にしたものである。ドルマは、スミミザクラとともにゆっくり加熱する。スモモも用いられる場合がある。トルコ人料理人Arda Turkmenの場合、スパイスを入れたスミミザクラの果汁とザクロシロップ、ザキントス・カラント、松の実を入れてコメを調理する。
フダンソウの葉で巻いたものは、トルコではpazı dolmasıと呼ばれ、アルゼンチンのセファルディムはdolmas de paziと呼ぶ 。
トルコのアマスィヤとトカットでは、マクルーバと同様の方法でサルマを作り、具材も異なる。ソラマメを用いたものはbakla dolmasıまたはbakla sarmaと呼ばれ、アマスィヤでは、乾燥ソラマメとyarmaと呼ばれる粗挽きの小麦から作る。トマトペースト、水、ヒマワリ油、刻んだタマネギ、アレッポトウガラシ、スパイスを加えて混ぜる。骨付きのラムチョップを鍋の底に固く敷き詰め、包んだサルマをラムの上に乗せる。上にバターを乗せ、ラムチョップと一緒に水の中で加熱する。出来上がった料理は上下をひっくり返して提供する。トカットでは、レンズマメ、ブルグル、ヒヨコマメを具材とし、トマトペーストの代わりに自家製のビベルサルチャ（赤トウガラシペースト）を用いる。
シナモン、食塩、コショウ、オールスパイス、松の実、砂糖を加えたコメを詰めたセロリアックをブドウの葉で巻くこともある。コメには、イチジクやアンズのドライフルーツを加えることもある。巻いたものは、オーブンで焼く。マルメロを加えることもある。